# Flusshafen Mykolajiw

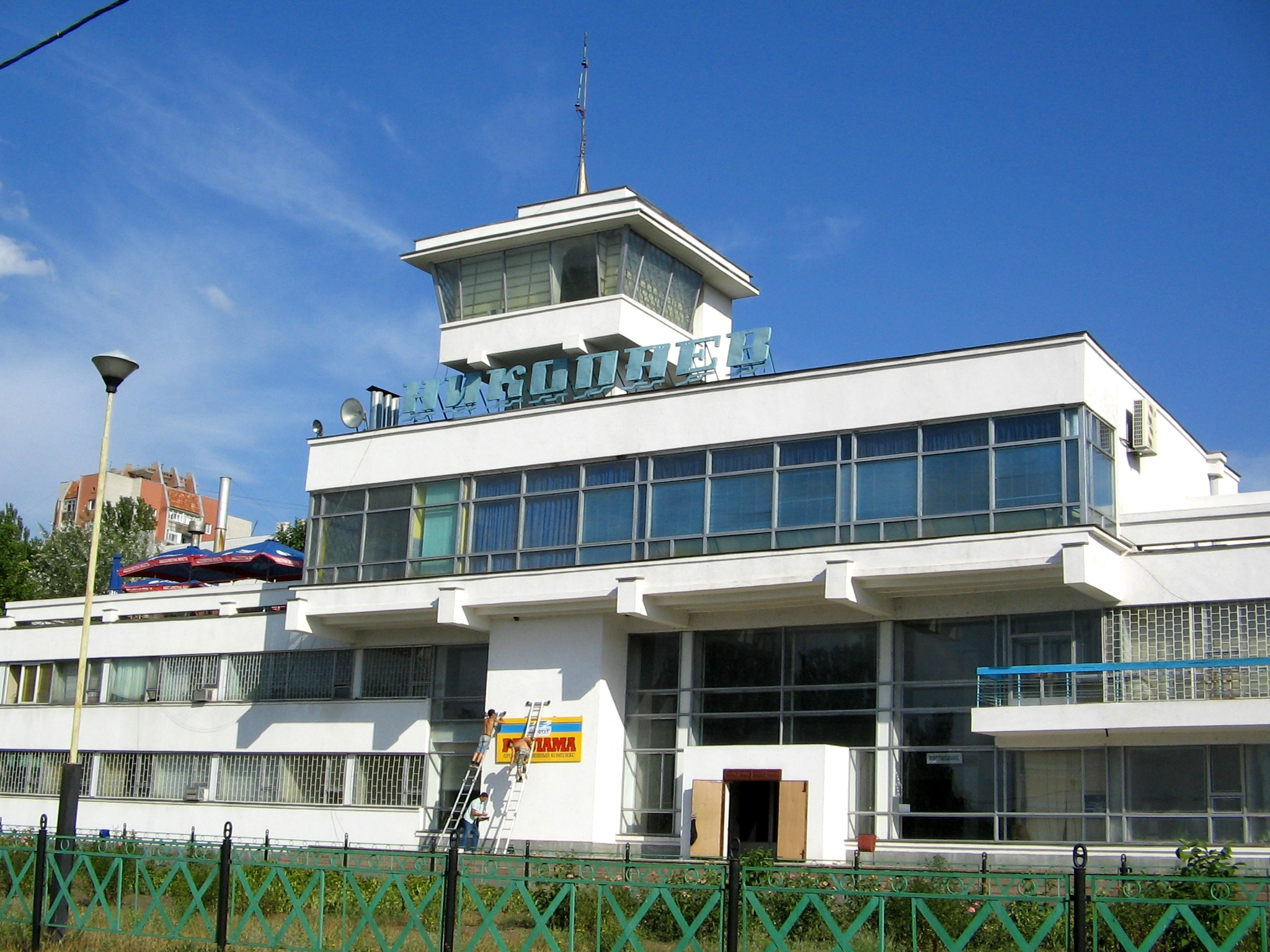
Das Hafengebäude des Flusshafens im Jahr 2006

Der Flusshafen Mykolajiw (ukrainisch Миколаївський річковий порт) ist ein Hafen in der Oblasthauptstadt Mykolajiw im Süden der Ukraine. Er liegt vier Kilometer westlich des Seehafens von Mykolajiw und bildet einen Bereich der Handelshäfen bei dieser Stadt.
Der Flusshafen dient im Unterschied zum Seehafen dem Binnenverkehr auf den schiffbaren Gewässern der Ukraine. Er befindet sich in einer natürlichen Bucht am linken Ufer des Südlichen Bug auf der Südseite der Halbinsel, auf welcher die Altstadt von Mykolajiw liegt. Das Gebiet gehört zum Stadtrajon Sawodskyj.
Im Flusshafen, dessen Leitung bei der staatlichen Schifffahrtsgesellschaft Ukrrichflot liegt, befindet sich die Basis der Personenschifffahrt bei Mykolajiw.

## Geschichte
Der Flusshafen ergänzte das Hafensystem mit dem alten Hafen nördlich der Halbinsel, der schon im späten 18. Jahrhundert entstand, und dem Seehafen, dessen Anfänge auf das frühe 19. Jahrhundert zurückgehen.
Der erste Bahnhof der südrussischen Hafenstadt Nikolajew (heute Mykolajiw) wurde 1873 auf einer Fläche zwischen der Altstadt und dem Flusshafen eröffnet. Der Kopfbahnhof war der Endpunkt der Eisenbahnstrecke der Charkow-Nikolajew-Eisenbahn und bildete einen direkten Zugang der Passagiere von Moskau und Charkow zur Schifffahrt auf dem Schwarzen Meer.

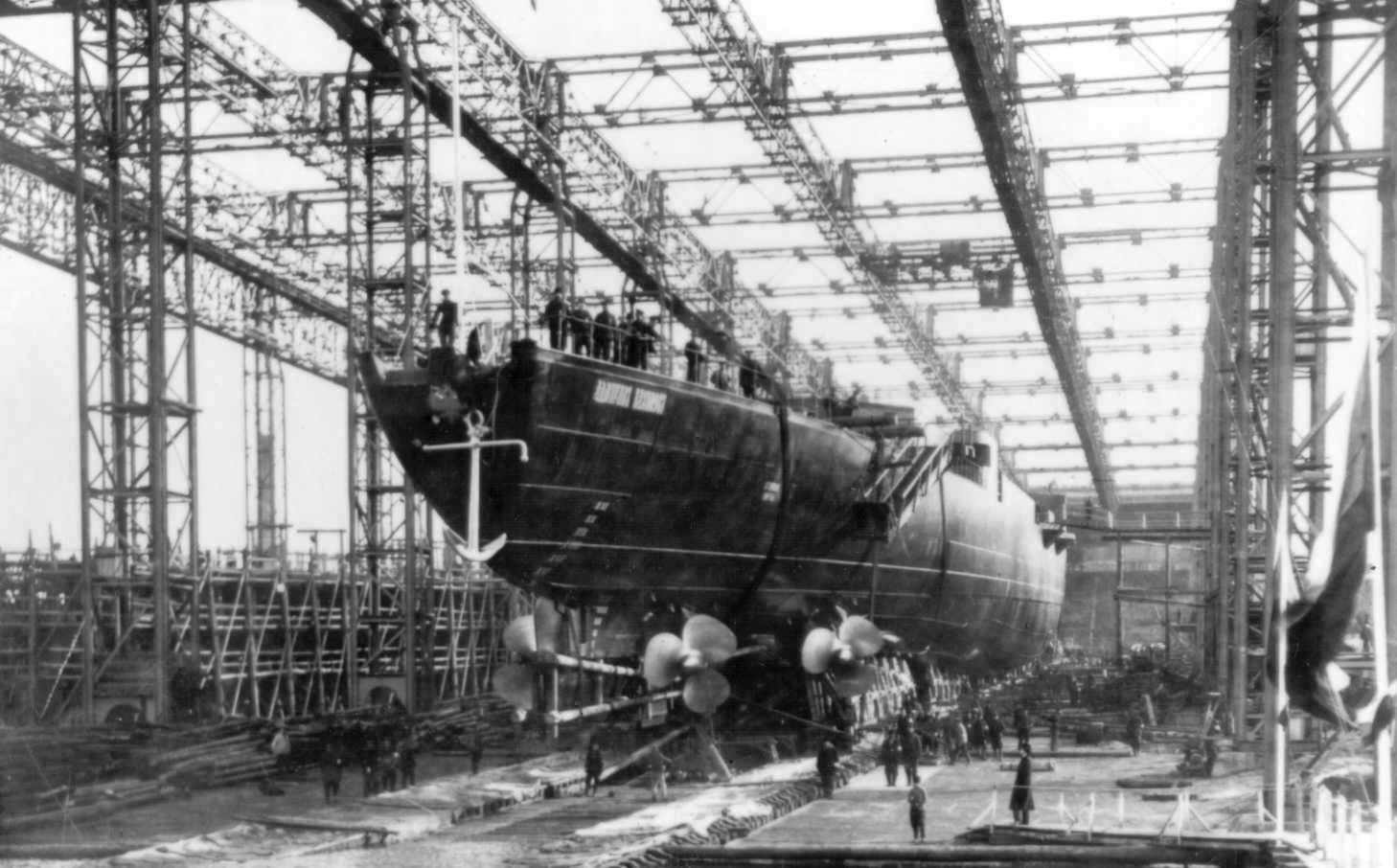
Schiffsrumpf der Admiral Nachimow im Bau

Im Jahr 1882 wurde die beim Flusshafen entstandene Schiffbauwerft erweitert, damit sie für die russische Marine moderne Schiffe herstellen konnte. Der Betrieb baute unter anderem Leichte Kreuzer der nach Pawel Stepanowitsch Nachimow benannten Admiral-Nachimow-Klasse. Das namengebende Schiff Admiral Nachimow wurde im Jahr 1927 unter dem Namen Tscherwona Ukraina fertiggestellt.
In den 1960er Jahren wurden die Hafenanlagen ausgebaut. An den Kais können bis zu sieben große Schiffe gleichzeitig beladen werden. Der Güterumschlag im Hafen erreicht etwa 5 Millionen Tonnen Fracht pro Jahr.
Nach dem Überfall von Russland auf die Ukraine 2022 stellten die ukrainischen Schifffahrtsbehörden den Wasserverkehr auf den Flüssen und in den Häfen ein.